# Giffre
Giffre – rzeka we Francji, przepływająca przez teren departamentu Górna Sabaudia, o długości 114,9 km. Stanowi dopływ rzeki Arve.